# Вагнорюс, Гедиминас
Гедиминас Вагнорюс (лит. Gediminas Vagnorius; род. 10 июня 1957, Плунгеский район, Литовская ССР, СССР) — литовский государственный деятель, политик.

## Биография
Родился в семье рабочего и учителя.
В 1975 году закончил Тельшяйскую среднюю школу № 4.
В 1980 году окончил Вильнюсский инженерно-строительный институт (ныне — Вильнюсский технический университет) по специализации инженер-экономист.
В 1980—1987 годах — младший научный сотрудник Вильнюсского технического университета, преподаватель, аспирант.
С 1987 года — кандидат экономических наук.
С 1988 года — старший научный сотрудник в Институте экономики Академии наук Литовской ССР. Имеет публикации по экономике и политике.
В 1990 году был избран депутатом Верховного Совета Литвы — преобразованного в Восстановительный Сейм. Являлся членом Президиума Верховного Совета Литвы.
С 13 января 1991 года по 22 июля 1992 года — Премьер-министр Литовской Республики.
С 1992 года по 1996 год — член Сейма Литовской Республики.
С 28 ноября 1996 года по 30 апреля 1999 года — Премьер-министр Литовской Республики.
С 25 ноября 1996 года до 18 октября 2000 года — член Сейма, член Комитета по государственной власти и местному самоуправлению (с 1 февраля по 30 марта 1999 года), член Комитета по административной реформе и местному самоуправлению (с 28 ноября 1996 года по 31 января 1999 года), член Комитета по иностранным делам (с 23 мая по 18 октября 2000 года)
До 1993 года — беспартийный, впоследствии — член Союза Отечества (Литовские консерваторы), председатель его правления, затем член Союз умеренных консерваторов, после реорганизации — Христианский социальный союз консерваторов, после объединения с другой партией — Христианская партия, после объединения с другой партией — Партия труда.
Владеет русским и немецким языками.

## Семья
Женат. Имеет дочь и сына.

## Награды
- Медаль Независимости Литвы (1 июля 2000 года)[1]
- Большой крест ордена Заслуг перед Республикой Польша (Польша, 9 апреля 1999 года)[2]